# Acianthera hamata
Acianthera hamata är en orkidéart som beskrevs av Franco Pupulin och G.A.Rojas. Acianthera hamata ingår i släktet Acianthera och familjen orkidéer.
Artens utbredningsområde är Costa Rica. Inga underarter finns listade i Catalogue of Life.